# Davisiella elymina
Davisiella elymina är en svampart som först beskrevs av Davis, och fick sitt nu gällande namn av Franz Petrak 1924. Davisiella elymina ingår i släktet Davisiella, divisionen sporsäcksvampar och riket svampar.   Inga underarter finns listade i Catalogue of Life.